# Golden Dragon

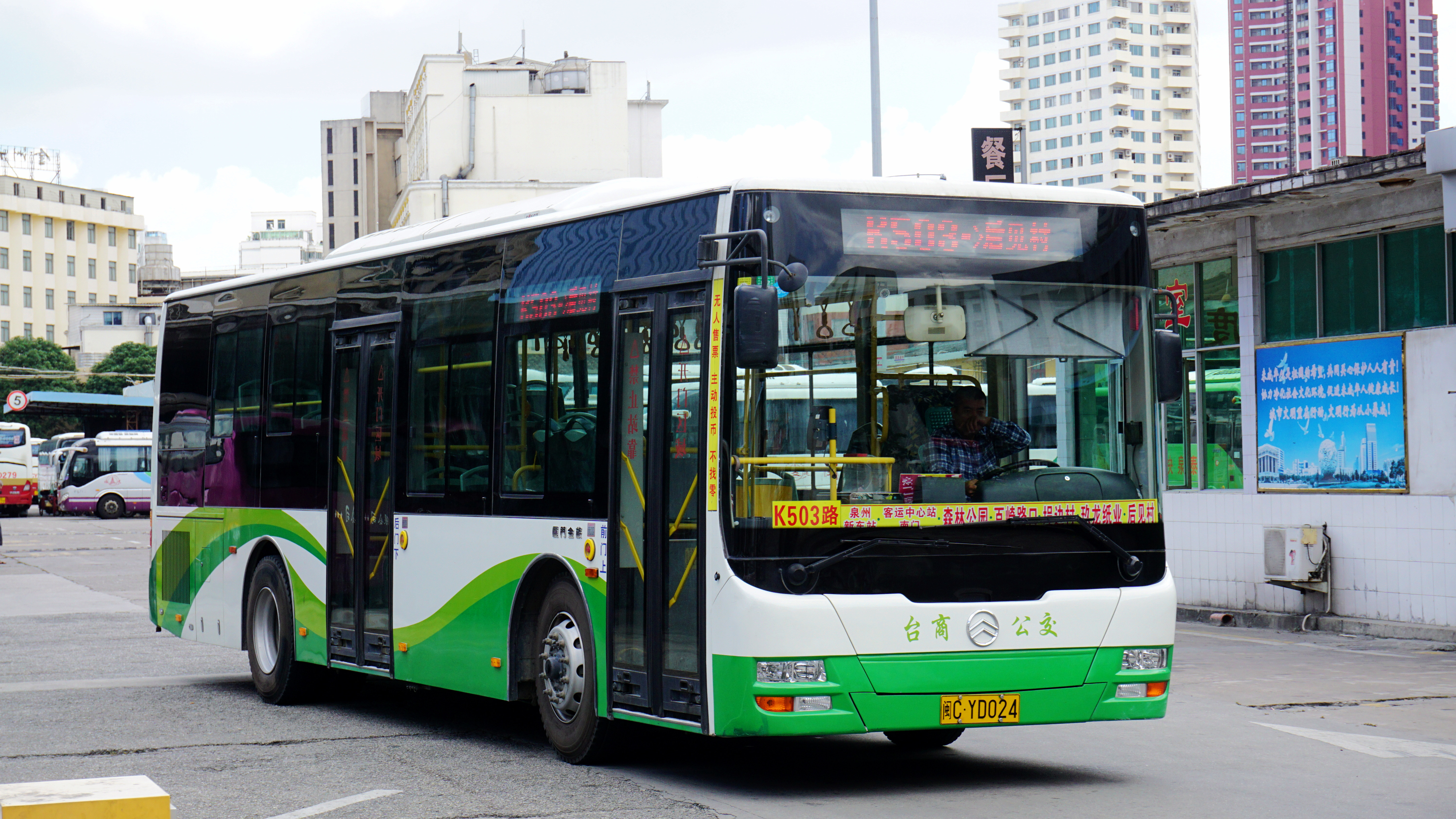
Golden Dragon MIN-CYD024

Golden Dragon (кит. 厦门金龙旅行车有限公司 англ. Xiamen Golden Dragon Bus Co., Ltd), український переклад - «золотий дракон» — китайський виробник автобусів зі штаб-квартирою в Сяминь (провінція Фуцзянь). Компанія була заснована у 1992 році.
У 2010 році повідомлялося, що наявні потужності дозволяють компанії виробляти до 15000 автобусів великої та середньої місткості і до 25000 автобусів малої місткості на рік. У 2011 році компанією було випущено понад 43000 автобусів.
У 2010 році компанія поставила 10 автобусів в Турку, ставши першим китайським виробником, які вийшли на ринок Скандинавських країн.
Автобуси Golden Dragon експлуатуються в багатьох країнах світу, включаючи (крім Китаю) Єгипет, Сінгапур, Таїланд, Росію та Україну. У 2018 році в Україні почали тестувати китайський електробус у Вінниці. Із кінця 2018 року електробус почав курсувати вулицями Києва.

## Опис
Golden Dragon є дочірньою компанією материнської компанії Xiamen King Long United Automotive Industry Company Ltd., скорочено Kinglong, однієї з найбільших виробників автобусів в світі. Ця компанія компанії включає в себе Higer Bus Company, Ltd.
На місці Хулі має два виробничих потужностей на ділянці площею 310,000 м2 і додаткові приміщення з 320000 м2. Виробнича потужність задається як 40000 автомобілів в рік; в цілому близько 4000 чоловік зайняті.
У березні 2013 року компанія оголосила про будівництво двох додаткових виробничих ліній, в поєднанні зі збільшенням виробничих потужностей ще на 6000 автобусів на рік.

### Nanjing Golden Dragon Bus
Nanjing Golden Dragon Bus — виробник електробусів, підрозділ основної компанії, Golden Dragon. Потужності дозволяють випускати до 20000 електробусів щорічно. Входить до трійки найбільших виробників електробусів в Китаї. У 2018 році перший електробус цієї компанії почав тестуватися в Україні. Спочатку у Вінниці, потім у Києві і Житомирі. Автобус буде курсувати за маршрутом №599. Дальність поїздки на одній зарядки 300 км, що вистачає на день роботи. Заряджатися буде від зарядної станції за 3 години. Максимальна швидкість 70 км/год. Вартість 320 000 дол.

## Галерея

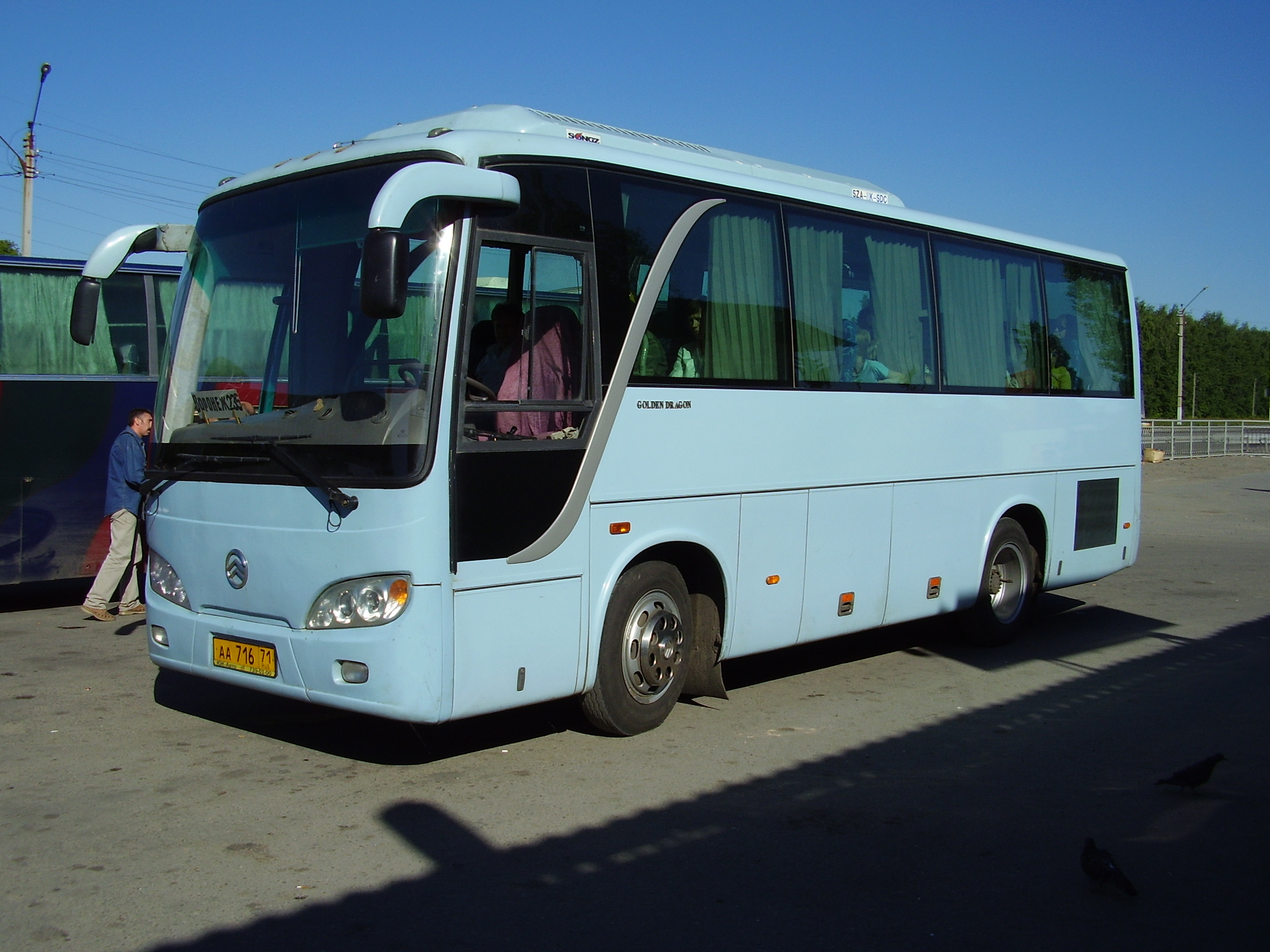
Golden Dragon Town Cruiser в Росії
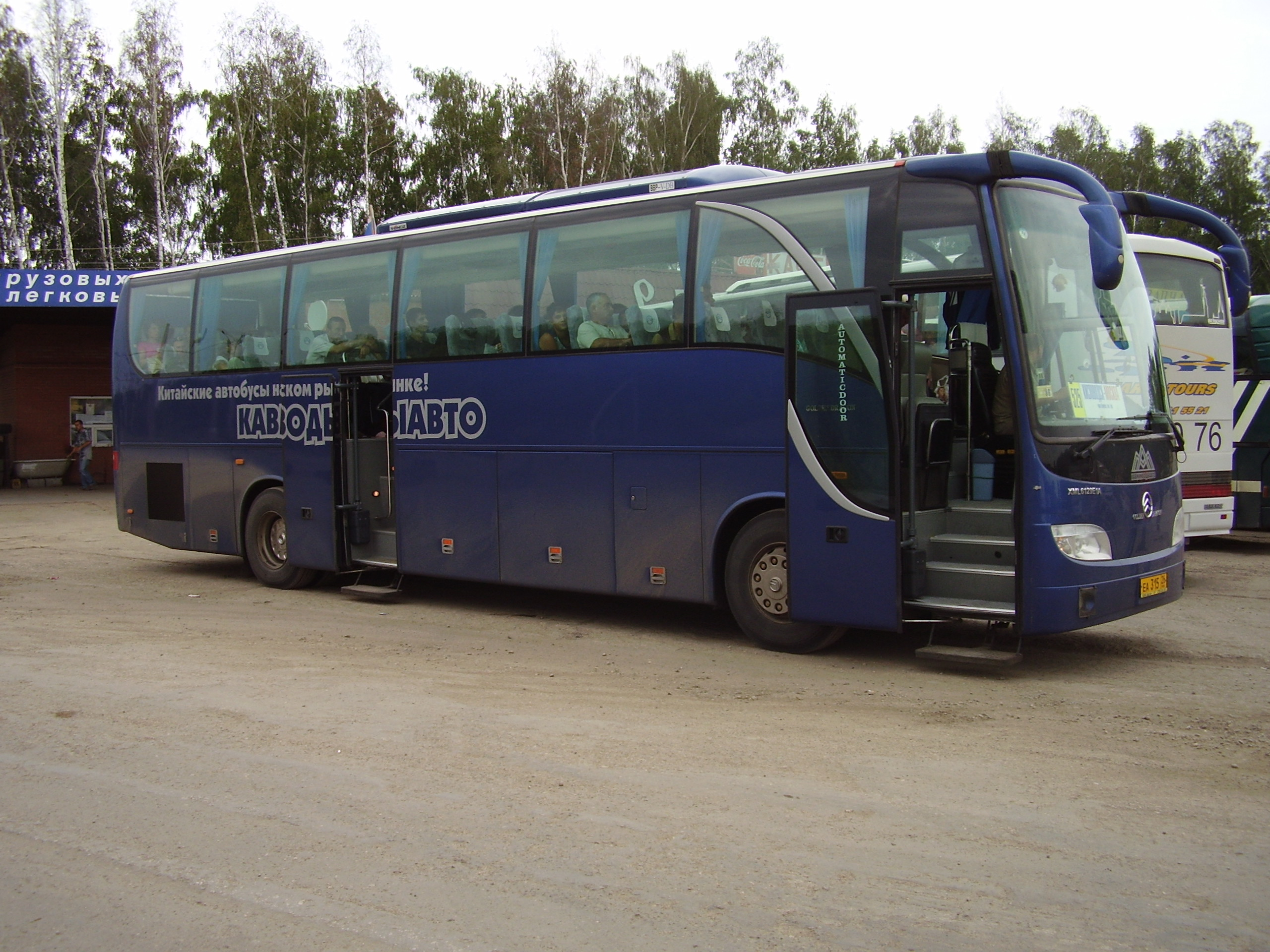
Golden Dragon Grand Cruiser в Росії
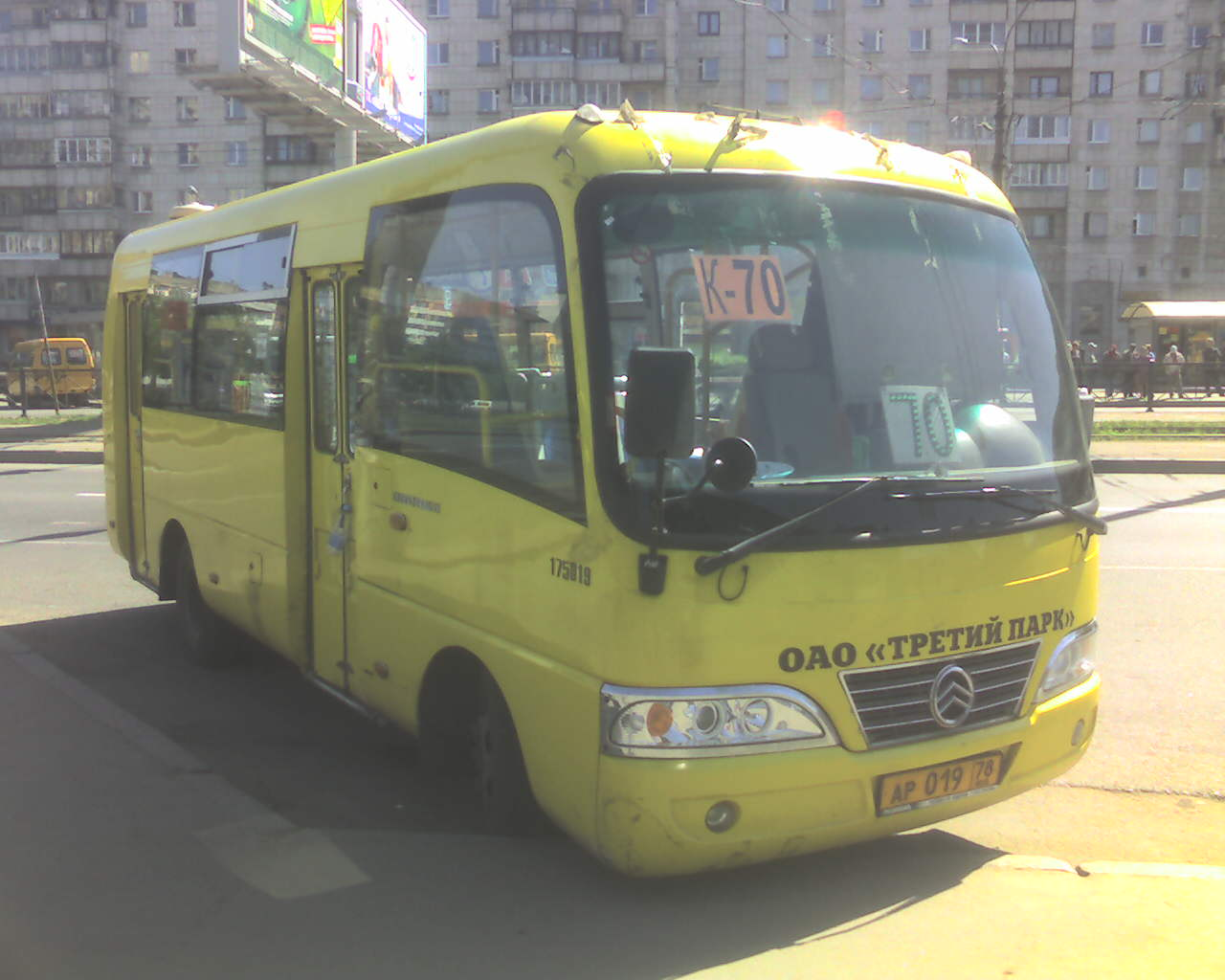
Golden Dragon ОАО «Третий парк» в Санкт-Петербурзі
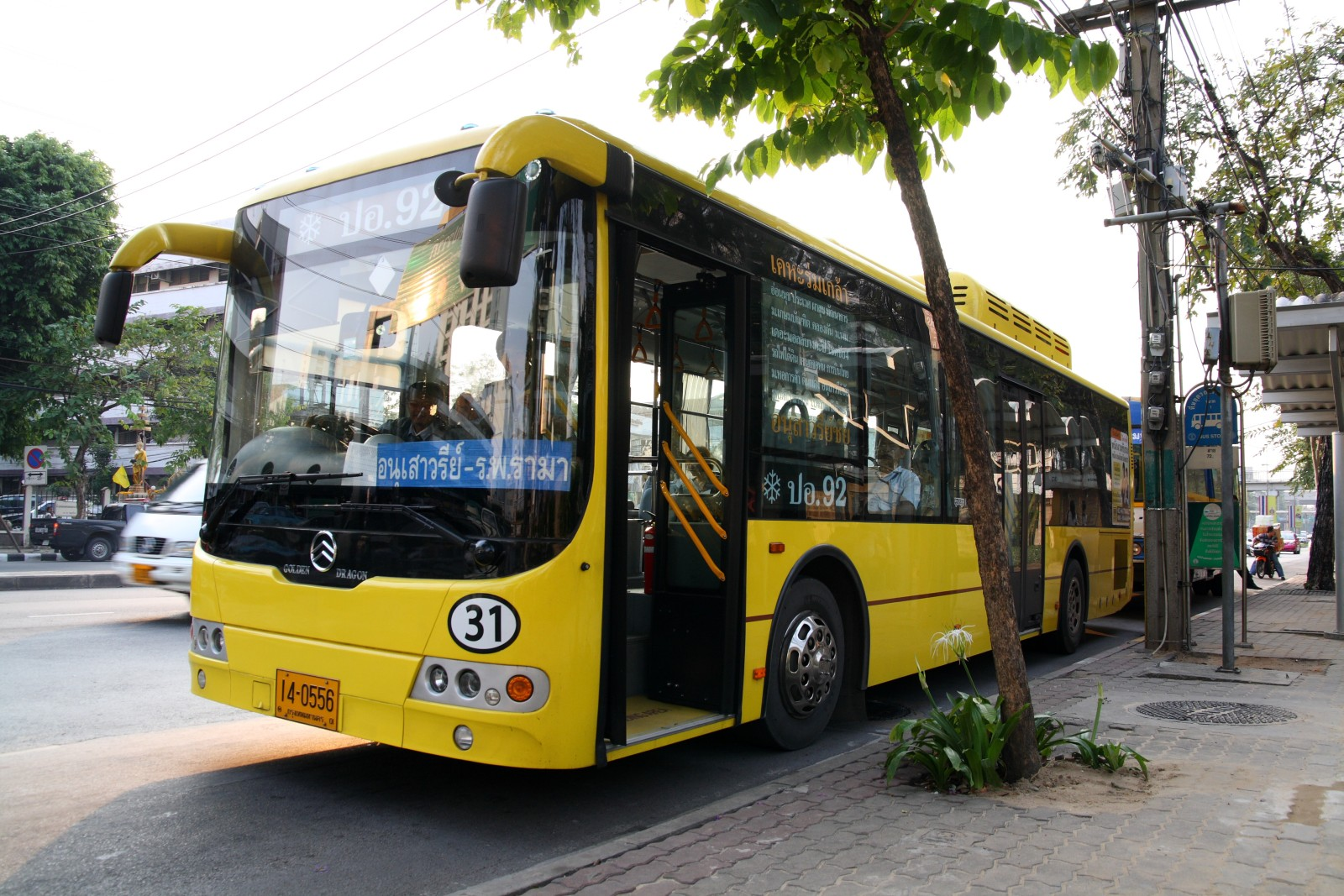
Golden Dragon в Бангкоку
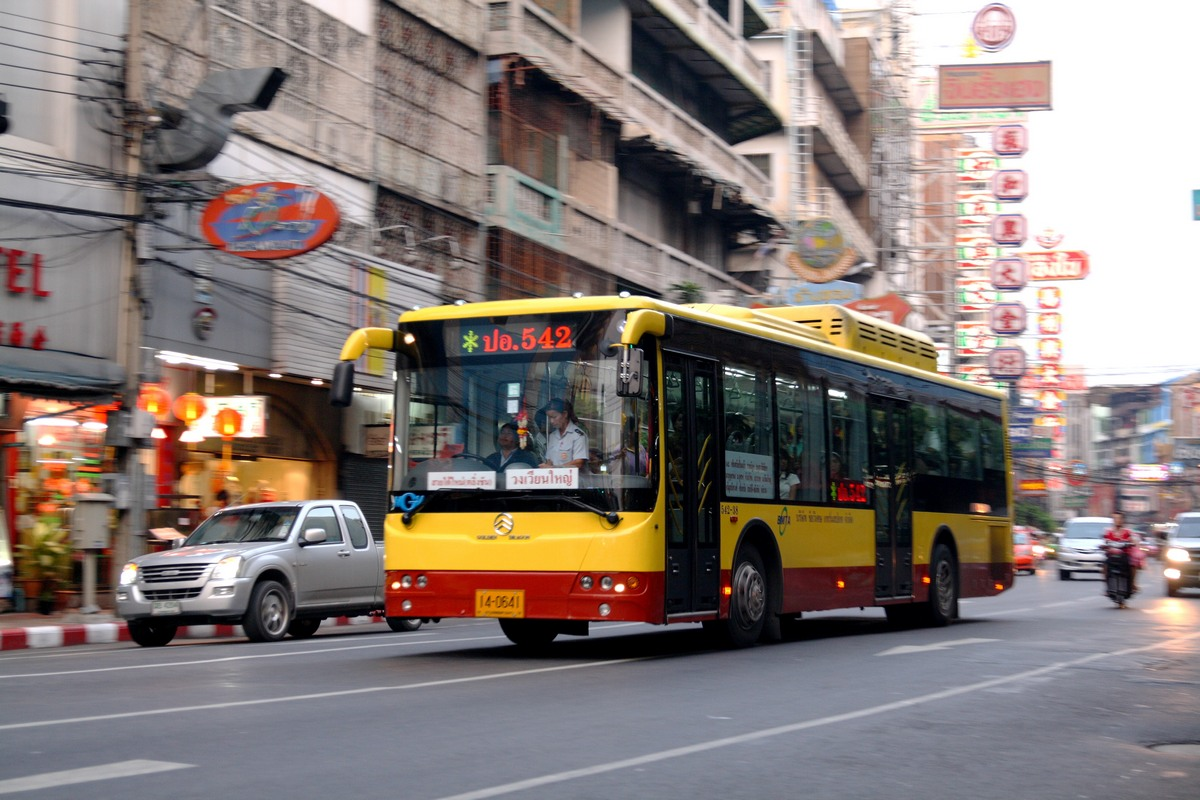
Golden Dragon в Бангкоку (Таїланд)
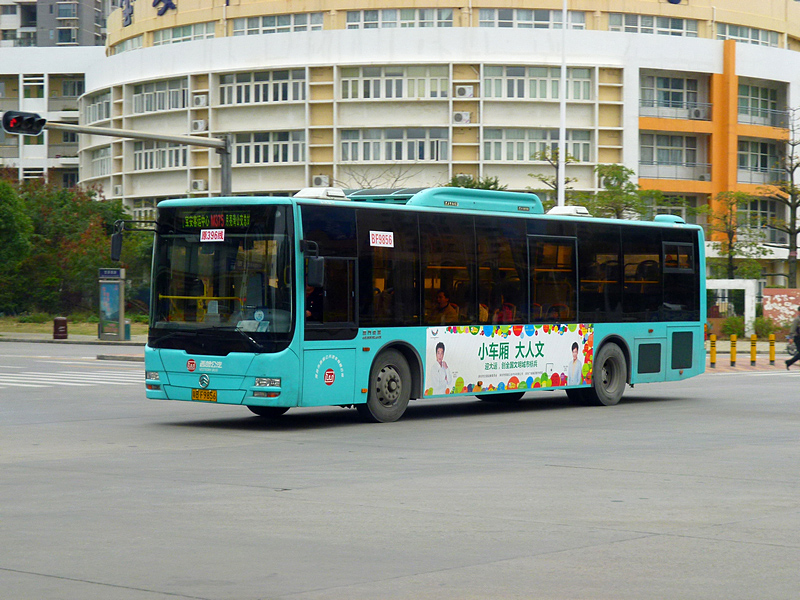
Міський автобус Golden Dragon в Шенжені (Китай)